# Varcia annulata
Varcia annulata är en insektsart som först beskrevs av Melichar 1898.  Varcia annulata ingår i släktet Varcia och familjen Nogodinidae. Inga underarter finns listade i Catalogue of Life.